# Алдіс Пізанс
Алдіс Пізанс (латис. Aldis Pizāns; народився 1 березня 1990, Нулл, Латвія) — латвійський професіональний хокеїст. Амплуа — захисник (правий хват ключки), виступає в ризькому Динамо-Юніорс, виступав у складі юніорської збірної Латвії (U-18) та молодіжної збірної Латвії (U-20).